# Ikke-vold
Ikke-vold er den personlige praksis, at man ikke under nogen omstændigheder skader andre. Det kan komme fra den overbevisning, at det er unødvendigt at skade mennesker, dyr og/eller miljøet for at opnå et resultat, og det kan henvise til en generel filosofi om at afholde sig fra vold. Det kan være baseret på moralske, religiøse eller spirituelle principper, eller årsagerne til det kan være strategiske eller pragmatiske. Manglende skelnen mellem de to typer ikke-voldelige tilgange kan føre til forvrængning i begrebets betydning og effektivitet, hvilket efterfølgende kan resultere i forvirring i offentligheden. Selvom både principielle og pragmatiske ikkevoldelige tilgange prædiker for ikke-vold, kan de have forskellige motiver, mål, filosofier og teknikker. Men i stedet for at diskutere den bedste praksis mellem de to tilgange, kan begge indikere alternative veje for dem, der ikke ønsker at bruge vold. 

## Eksempler
Ikke-vold har "aktive" eller "aktivistiske" elementer, idet troende generelt accepterer behovet for ikke-vold som et middel til at opnå politisk og social forandring. Således er for eksempel ikke-vold fra Tolstojan og Gandhisme både en filosofi og strategi for social forandring, der afviser brugen af vold, men samtidig ser den ikke-voldelig handling (også kaldet civil modstand ) som et alternativ til passiv accept af undertrykkelse eller bevæbnet kæmpe imod det. Generelt bruger fortalere for en aktivistisk filosofi om ikke-vold forskellige metoder i deres kampagner for social forandring, herunder kritiske former for uddannelse og overtalelse, massefrit samarbejde, civil ulydighed, ikke-voldelig direkte handling, konstruktive programmer og sociale, politiske, kulturelle og økonomiske former. af intervention.
I moderne tid har ikke-voldelige metoder været et stærkt værktøj til social protest og revolutionære sociale og politiske forandringer.
Der er mange eksempler på deres brug. Visse bevægelser, som var særligt påvirket af en filosofi om ikke-vold, har inkluderet Mahatma Gandhis ledelse af en vellykket årtier lang ikke-voldelig kamp for indisk uafhængighed, Martin Luther King Jr.s og James Bevels medtagelse af Gandhis ikke-voldelige metoder i deres kampagner at opnå borgerrettigheder for afroamerikanere   og César Chávez' ikke-voldskampagner i 1960'erne for at protestere mod behandlingen af mexicanske landarbejdere i Californien .  " Fløjlsrevolutionen " i 1989 i Tjekkoslovakiet, hvor den kommunistiske regering blev væltet  anses for at være en af de vigtigste af de stort set ikke-voldelige revolutioner i 1989. Senest var de ikke-voldelige kampagner af Leymah Gbowee og kvinderne i Liberia i stand til, i 2003  at opnå fred, efter en 14-årig borgerkrig. Denne historie er skildret i en dokumentarfilm fra 2008 Pray the Devil Back to Hell.
Udtrykket "ikke-vold" er ofte forbundet med fred, eller det bruges som et synonym for det, og på trods af at det ofte sidestilles med pacifisme, afvises denne ligning af ikke-voldelige fortalere og aktivister. Ikke-vold refererer specifikt til fraværet af vold, og det er altid valget om ikke at gøre skade eller valget om at gøre mindst mulig skade, og passivitet fremfor valget om ikke at gøre noget.  Til tider er der forvirring og modsætning om ikke-vold, harmløshed og passivitet. En forvirret person kan gå ind for ikke-vold i en bestemt kontekst, mens han går ind for vold i andre sammenhænge. For eksempel kan en person, der lidenskabeligt modsætter sig abort eller kødspisning, samtidig gå ind for vold for at dræbe en abortplejer eller angribe et slagteri, hvilket gør denne person til en voldelig person. 
Ikke-voldelig handling omfatter generelt tre kategorier: Protest- og overtalelseshandlinger, ikke-samarbejde og ikke-voldelig indgriben.

## Kritik
Ernesto Che Guevara, Leon Trotsky, Frantz Fanon og Subhas Chandra Bose var ivrige kritikere af ikke-vold, og argumenterede forskelligt, at ikke-vold og pacifisme er et forsøg på at påtvinge bourgeoisiet moralen over for proletariatet, at vold er en nødvendig akkompagnement til revolutionær forandring eller at retten til selvforsvar er grundlæggende.

## Bemærkelsesværdige ikkevoldsteoretikere og praktikere
- Grace Lee Boggs (1915 - 2015) - filosof, feminist, grundlægger af Detroit Summer
- Dorothy Day (1897-1980) - Journalist og medstifter af den katolske arbejderbevægelse
- Barbara Deming (1917-1984) - feminist, forfatter, krigsskattemodstander
- Daniel Ellsberg (f. 1931) - Whistleblower, der udgav Pentagon Papers
- Bernard Lafyette (f. 1940) - Borgerrettighedsorganisator
- James Lawson (f. 1928) - borgerrettighedsorganisator, ikkevoldstaktiker
- Gene Sharp (1928-2018) - førende forsker i ikkevold